# Barbara Stanwyck
Barbara Stanwyck (New York, New York, 16. srpnja 1907. - Santa Monica, Kalifornija, 20. siječnja 1990.), američka filmska glumica.
pravo ime - Ruby Stevens
Imala je dugu i uspješnu karijeru, a najveći ugled stekla je likovima samostalnih i ambicioznih žena. Dobitnica je nagrade za životno djelo Američkog filmskog instituta 1987. godine.

## Filmovi
- "Stella Dallas",
- "Lady Eve",
- "Vatrena kugla",
- "Dvostruka obmana",
- "Sukob u noći",
- "Uvijek postoji sutra".

## Serije
- ˇPtice umiru pjevajući kao Mary Cleary